# Wegenlegger
Een wegenlegger is een document waarin vermeld staat wie verantwoordelijk is voor het onderhoud van een openbare weg. De wegenwet bepaalt dat elke Nederlandse gemeente verplicht is om een wegenlegger op te stellen. De wegenlegger geeft juridische duidelijkheid over de openbaarheid van de weg en de onderhoudsplichtige.
De wegenlegger wordt opgesteld door het college van Burgemeester en Wethouders. De grenzen van de bebouwde kom voor toepassing van deze wet en de legger zelf worden vastgesteld door Gedeputeerde Staten. 
De volgende wegen worden in een wegenlegger beschreven.
- Buiten de bebouwde kom of kommen gelegen wegen
- Van wegen welke deels binnen en deels buiten de bebouwde kom of kommen liggen, wordt ook het binnen een bebouwde kom gelegen deel op de legger gebracht, indien en voor zover dat deel niet door de gemeente wordt onderhouden
- Toegangswegen naar stations (binnen en buiten de bebouwde kom)